# Jan Skiwski (zm. 1678)
Jan Skiwski herbu Lubicz (zm. w 1678 roku) – sędzia bielski w latach 1664-1678, surogator brański w latach 1659-1664, pisarz grodzki brański w latach 1645-1659.
Poseł sejmiku brańskiego na sejm zwyczajny 1654 roku, sejm 1664/1665 roku, poseł na sejm 1667 roku.
W 1648 roku był elektorem Jana II Kazimierza Wazy z województwa podlaskiego. Jako poseł ziemi bielskiej na sejm elekcyjny 1669 roku był elektorem Michała Korybuta Wiśniowieckiego z ziemi bielskiej w 1669 roku.